# Einigkeit Katernberg
Einigkeit Katernberg (offiziell: Turnerbund Einigkeit Katernberg e. V.) war ein Sportverein aus dem Essener Stadtteil Katernberg. Die erste Fußballmannschaft spielte ein Jahr in der höchsten niederrheinischen Amateurliga.

## Geschichte
Der Verein wurde im Jahre 1892 gegründet. Die Fußballabteilung der Katernberger war bis zum Ende des Zweiten Weltkrieges sportlich unbedeutend. Nachdem Einigkeit zunächst einige Jahre in der Kreisklasse gespielt hatte, gelang im Jahre 1951 der Aufstieg in die Ruhrbezirksklasse. Dort wurden die Katernberger mit zwei Punkten Vorsprung auf den Essener SV 1899 Meister und schafften den Durchmarsch in die Landesliga, die seinerzeit höchste Amateurliga am Niederrhein. Dort war die Mannschaft jedoch sportlich überfordert und stieg als Tabellenletzter mit 110 Gegentoren prompt wieder ab. Auch in der folgenden Bezirksklassensaison 1953/54 war Einigkeit sportlich nicht konkurrenzfähig und wurde in die Kreisklasse durchgereicht.

## Nachfolgeverein SpVgg Katernberg
Im Jahre 1960 schloss sich Einigkeit Katernbergmit dem BV Eintracht Katernberg zur SpVgg 92/28 Katernberg zusammen. Der BV Eintracht entstand im Jahre 1926 als SSV Katernberg als Abspaltung von den Sportfreunden Katernberg. Im Jahre 1964 stiegen die Katernberger in die Bezirksklasse auf, mussten aber bereits zwei Jahre später wieder in die Kreisliga absteigen. Zuletzt stellte der Verein in der Saison 2013/14 eine Mannschaft.